# Giacomino da Ivrea

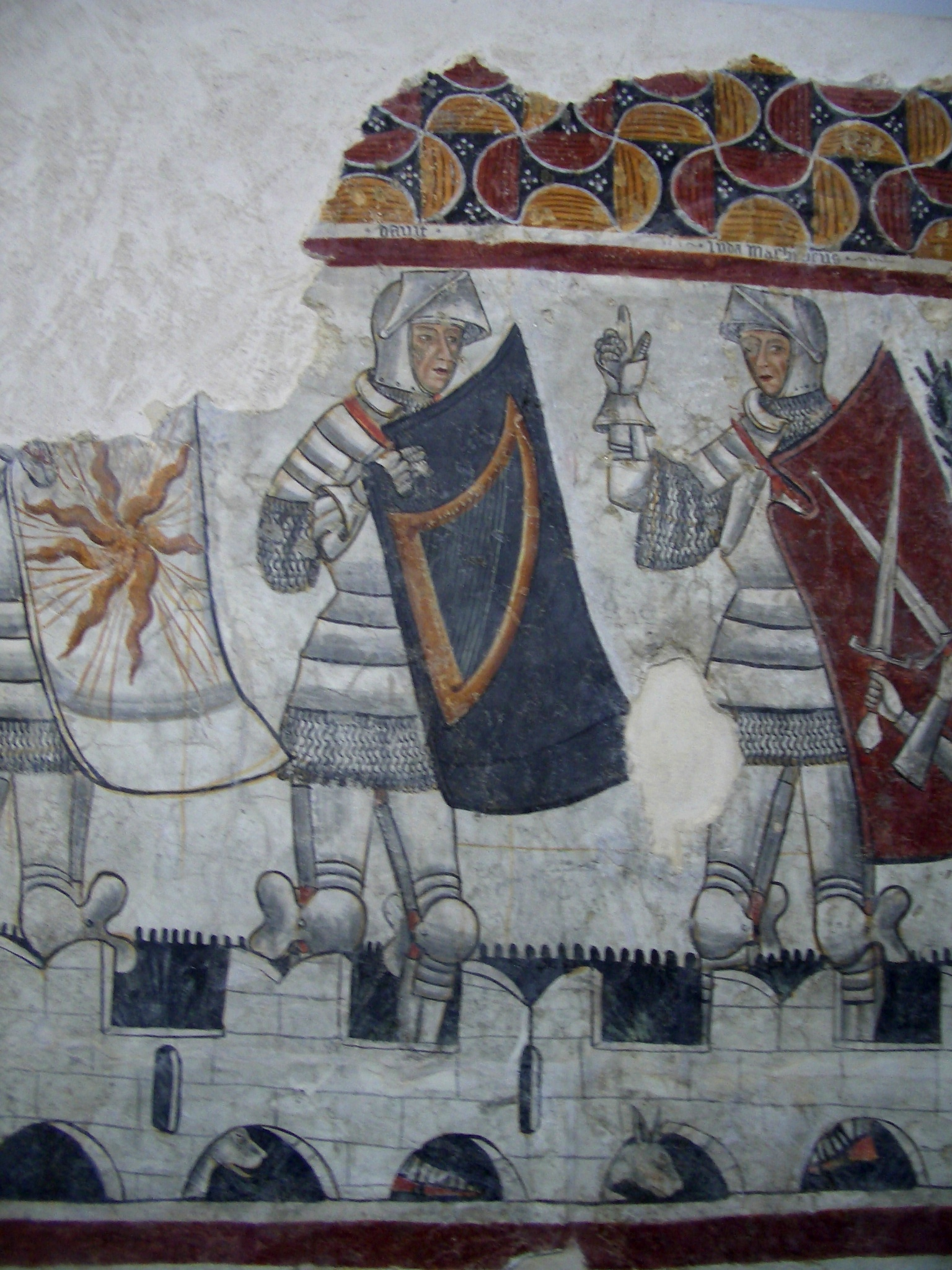
Cycle des Preux de Villa Castelnuovo (détail du Roi David), Musée Archéologique du Canavèse

Giacomino da Ivrea  (ou Giacomo ou Jacopo da Ivrea) est un peintre italien natif du Piémont, qui fut actif entre 1426 et 1469 dans le Canavais et en Vallée d'Aoste.

## Biographie
Né à Bollengo près d'Ivrée, dans l'actuelle province de Turin, vers 1400, Giacomino a peut-être accompli ses études auprès du Scriptorium du  Dôme. Il se forma comme peintre dans le contexte artistique de la région du Canavais où il a été confronté aux styles de Domenico della Marca di Ancona et du lombard Aimone Duce, des fresquistes arrivés dans le Canavais dans le premier quart du XVe siècle.
Il a pratiqué un langage pictural plutôt ingénu, dénué du précieux du gothique international.
Malgré tout il a été capable d'attirer à lui de nombreux donneurs d'ordres locaux qui devaient apprécier la simplicité de son expression artistique ainsi que la vivacité des images et des épisodes d'un art sacré destiné essentiellement à un public d'illettrés.
De nombreux documents attestent de l'aisance financière atteinte par Giacomino et par les nombreuses commandes obtenues dans les villes éloignées d'Ivrée comme à Bourg-Saint-Maurice (Chapelle Saint-Grat à Vulmix) et à Genève.

## Œuvres
Annonciation et Les saints Christophe et Antoine abbé (1426), fresques, crypte du Dôme, Ivrée.
- Fresques, église champêtre de San Grato, Pavone.
- Adoration des rois mages et Saint François recevant les stigmates, fresques, Pieve di San Lorenzo, Settimo Vittone.
- Histoires de saints et Annonciation (1434), fresques, cour du château de Fénis.
- Fresques, presbytère, église paroissiale, Saint-Vincent.
- Fresques, église de La Madeleine de Gressan.
- fresques, église paroissiale Saint-Maurice, Sarre.
- Vierge et Enfant trônant, saint Jacques et un dévot, San Giacomo di Carpaneto, Caravino

## Sources
- (it) Cet article est partiellement ou en totalité issu de l’article de Wikipédia en italien intitulé « Giacomino da Ivrea » (voir la liste des auteurs).